# تريفور بوتني
تريفور بوتني (بالإنجليزية: Trevor Putney)‏ هو لاعب كرة قدم بريطاني في مركز الوسط، ولد في 9 أبريل 1960 في Harold Hill ‏ في المملكة المتحدة. لعب مع إيبسويتش تاون وكولتشستر يونايتد ونادي ليتون أورينت ونادي ميدلزبره ونادي واتفورد ونورويتش سيتي.

## وصلات خارجية
- تريفور بوتني على موقع قاعدة بيانات كرة القدم.إي يو (الإنجليزية)
- تريفور بوتني على موقع Soccerbase.com (لاعب) (الإنجليزية)
- تريفور بوتني على موقع عالم كرة القدم.نت (الإنجليزية)